# China oriental
China oriental o del Este (en chino, 华东; pinyin, Huádōng; literalmente, ‘este de Huaxia’) es una de las seis regiones geográficas en las que se divide la República Popular de China que abarca las provincias de Fujian, Jiangsu, Jiangxi, Shandong y Zhejiang, y la municipalidad de Shanghái.
La República Popular China considera que la isla Formosa o Taiwán y sus islotes cercanos forman la provincia de Taiwán, que actualmente está gobernado por la República de China (Taiwán), un país técnicamente independiente aunque no reconocido.
Taipéi también administra varios islotes de la provincia de Fujian considerados propios por la República Popular.

## Divisiones administrativas

### Provincias
| Nombre   | Chino (S) | pinyin   | Abreviación | Capital  | Chino | pinyin   | Lista de divisiones administrativas |
| -------- | --------- | -------- | ----------- | -------- | ----- | -------- | ----------------------------------- |
| Anhui    | 安徽      | Ānhuī    | 皖 wǎn      | Hefei    | 合肥  | Héféi    | Divisiones a nivel comarcal         |
| Fujian   | 福建      | Fújiàn   | 闽 mǐn      | Fuzhou   | 福州  | Fúzhōu   | Divisiones a nivel comarcal         |
| Jiangsu  | 江苏      | Jiāngsū  | 苏 sū       | Nankín   | 南京  | Nánjīng  | Divisiones a nivel comarcal         |
| Jiangxi  | 江西      | Jiāngxī  | 赣 gàn      | Nanchang | 南昌  | Nánchāng | Divisiones a nivel comarcal         |
| Shandong | 山东      | Shāndōng | 鲁 lǔ       | Jinan    | 济南  | Jǐnán    | Divisiones a nivel comarcal         |
| Zhejiang | 浙江      | Zhèjiāng | 浙 zhè      | Hangzhou | 杭州  | Hángzhōu | Divisiones a nivel comarcal         |

- La llamada provincia de Taiwán está administrada por la República de China (Taiwán) con capital provincial en Jhongsing, la República Popular la considera territorio nacional con capital provincial en Taipéi.

### Municipalidades
| Nombre   | Chino (S) | pinyin   | Abbreviation | Divisiones a nivel comarcal |
| -------- | --------- | -------- | ------------ | --------------------------- |
| Shanghái | 上海      | Shànghǎi | 沪 hù        | Divisiones administrativas  |